# OR52E4
OR52E4 (англ. Olfactory receptor family 52 subfamily E member 4) – білок, який кодується однойменним геном, розташованим у людей на короткому плечі 11-ї хромосоми. Довжина поліпептидного ланцюга білка становить 312 амінокислот, а молекулярна маса — 35 480.
| 10         |  | 20         |  | 30         |  | 40         |  | 50         |
| ---------- |  | ---------- |  | ---------- |  | ---------- |  | ---------- |
| MPSINDTHFY |  | PPFFLLLGIP |  | GLDTLHIWIS |  | FPFCIVYLIA |  | IVGNMTILFV |
| IKTEHSLHQP |  | MFYFLAMLSM |  | IDLGLSTSTI |  | PKMLGIFWFN |  | LQEISFGGCL |
| LQMFFIHMFT |  | GMETVLLVVM |  | AYDRFVAICN |  | PLQYTMILTN |  | KTISILASVV |
| VGRNLVLVTP |  | FVFLILRLPF |  | CGHNIVPHTY |  | CEHRGLAGLA |  | CAPIKINIIY |
| GLMVISYIIV |  | DVILIASSYV |  | LILRAVFRLP |  | SQDVRLKAFN |  | TCGSHVCVML |
| CFYTPAFFSF |  | MTHRFGQNIP |  | HYIHILLANL |  | YVVVPPALNP |  | VIYGVRTKQI |
| REQIVKIFVQ |  | KE         |  |            |  |            |  |            |

A: Аланін

C: Цистеїн

D: Аспарагінова кислота

E: Глутамінова кислота

F: Фенілаланін

G: Гліцин

H: Гістидин

I: Ізолейцин

K: Лізин

L: Лейцин

M: Метіонін

N: Аспарагін

P: Пролін

Q: Глутамін

R: Аргінін

S: Серин

T: Треонін

V: Валін

W: Триптофан

Кодований геном білок за функціями належить до рецепторів, g-білокспряжених рецепторів, білків внутрішньоклітинного сигналінгу. 
Локалізований у клітинній мембрані.